# Campos do Jordão (tiểu vùng)
Campos do Jordão là một tiểu vùng thuộc bang São Paulo, Brasil. Tiều vùng này có diện tích 1007 km², dân số năm 2007 là 64496 người.